# Lennart Nyman (konstnär)
För fotbollsspelaren och förbundskaptenen, se Lennart Nyman
Axel Lennart Nyman, född 19 juli 1918 i Kungsholms församling i Stockholm, död 26 mars 2008 i Katarina församling i Stockholm, var en svensk entreprenör och konstnär som gjorde skulpturer och målningar.
Lennart Nyman var son till förmannen Axel Teodor Nyman och Anna Sofia Hermansson. Efter uppväxten i Stockholm blev han upplärd vid Columbiafilm och arbetade sedan stor del av sitt liv inom filmbranschen, framförallt med uthyrning och distribution. Detta inom sina företag AB Filmdistribution, Anglofilm och Zenit. Han ägde biograferna Barkarby Bio och senare Athena på Rörstrandsgatan i Stockholm. Han var också verksam i branscher utanför filmen. Han hade en tid ett galleri och drev även under en period en persiennfirma.
Han började snida i trä under 1950-talet, men gjorde även skulpturer i brons. Hans verk berör allt från saga till religiösa motiv och samtida händelser. Han har gjort offentliga utsmyckningar, bland annat åt Stockholms Stadsmuseum, där det rör sig om Birger Jarls sigill i monumentalformat. Han är också skapare av en 16 meter hög fasadrelief till Adolf Fredriks musikskola i Stockholm. Han anlitades för att framställa souvenirer åt Vasamuseet.
Åren 1938–1963 var han gift med Margit Svensson (1917–1991). De fick två barn: Bo Nyman (1939–2003) och skådespelaren Lena Nyman (1944–2011).